# Lyckå län
Lykå län var ett län i östra Blekinge under den danska tiden med Lyckå slott som residens. Efter borgens rasering 1600 blev den nybyggda staden Kristianopel residensstad för detta län som bytte namn till Kristianopels län. Länet omfattade  Östra härad och från 1596 Medelstads härad.

## Hövitsmän och länsmän
- 1449 Claus Nielsen Sparre
- 1452 erövrat av svenskarna
- 1454 Birger Trolle
- 1458 Fru Karine (Claus Nielsen Sparres änka)
- Niels Clausen Sparre
- 1469-1486 Eggert Krummedige
- 1489 Robert Lavesen Rudbek
- 1495 Laurens Knob
- 1498 Jacob Jepsen Ravensberg, domprost i Lund
- 1513-1517 Peder Ugerup
- 1517-1524 Aage Brade
- 1524-1525 Hans Skovgaard
- 1525-1526 Søren Norby
- 1526-1540 Movrids Olsen Krognos
- 1540 Axel Ugerup (död 1540)
- 1540-1545 Gregers Ulfstand
- 1545-1546 Kristoffer Galle
- 1546-1560 Ebbe Knudsen Ulfeldt
- 1560-1561 Jens Brade
- 1561-1564 Knud Hardenberg
- 1568-1575 ingick det i Sölvesborgs län
- 1575-1578 Hak Ulfstand
- 1578-1589 Johan Urne
- 1589-1601 Knud Grubbe

Kristianopels län
- 1601-1604 Axel Gyllenstjärna
- 1604-1610 Mogens Ulfeld
- 1610-1612 Jens Sparre
- 1612-1625 Falk Lykke
- 1625-1632 Malte Jul
- 1632-1633 Henrik Gyllenstjärna
- 1633-1642 Erik Krabbe
- 1642-1646 Henrik Belov
- 1646-1648 Niels Krabbe
- 1648-1651 Axel Urup
- 1651-1658 Jakob Grubbe